# Lijst van oorlogsmonumenten in Deventer
De Nederlandse gemeente Deventer heeft 23 oorlogsmonumenten. Hieronder een overzicht.
| Nr.                             | Object                                                                 | Herdachte groep                                                                          | Ontwerper                          | Onthulling                           | Type                      | Locatie                                        | Plaats              | Coördinaten                   | Foto                                                                   |
| ------------------------------- | ---------------------------------------------------------------------- | ---------------------------------------------------------------------------------------- | ---------------------------------- | ------------------------------------ | ------------------------- | ---------------------------------------------- | ------------------- | ----------------------------- | ---------------------------------------------------------------------- |
| 489                             | Verzetsmonument                                                        | verzet Nederland                                                                         | Dirk Wolbers                       |                                      | beeld/sculptuur           | Grote Kerkhof, 7411 KT                         | Deventer            | 52° 15' 6" NB, 6° 9' 19" OL   | Meer afbeeldingen                                                      |
| 1117                            | Oorlogsmonument                                                        | militairen in dienst van het Ned. Kon. na 1945, burgerslachtoffers, vervolgden Nederland |                                    | 4 mei 1964                           | plaquette                 | Kerkplein 1, 7437 AL                           | Bathmen             | 52° 15' 3" NB, 6° 17' 10" OL  | Oorlogsmonument                                                        |
| 1118                            | Monument voor Canadese Militairen                                      | algemeen, geallieerde militairen                                                         |                                    | 8 april 1995                         | gedenksteen               | Kerkplein 1, 7437 AL                           | Bathmen             | 52° 15' 3" NB, 6° 17' 10" OL  | Monument voor Canadese Militairen                                      |
| 2302                            | Plaquette in het NS-station                                            | burgerslachtoffers                                                                       | H.G.J. Schelling en H.J. Winkelman |                                      | plaquette                 |                                                | Deventer            | 52° 15' 16" NB, 6° 9' 37" OL  | Plaquette in het NS-station                                            |
| 2678                            | Monument op landgoed De Oxerhof                                        | burgerslachtoffers, vervolgden Nederland,Verzet Nederland                                | Frans van der Ven                  |                                      | beeld/sculptuur           | Oxerhoflaan                                    | Oxe                 | 52° 14' 6" NB, 6° 14' 26" OL  | Monument op landgoed De Oxerhof                                        |
| Dit oorlogsmonument op Wikidata |                                                                        | hulpverleners evacuatie 1945                                                             |                                    | Onbekend. In 2020 geheel gerenoveerd | bank                      | Oxersteeg                                      | Oxe                 |                               |                                                                        |
| 3009                            | Wachtende moeder                                                       | burgers voormalig Nederlands-Indië, militairen in dienst van het Ned. Kon. na 1945       | Károly Szekeres                    |                                      | beeld/sculptuur           | Grote Kerkhof, 7411 KT                         | Deventer            | 52° 15' 6" NB, 6° 9' 19" OL   | Meer afbeeldingen                                                      |
| 3080                            | Plaquette in het stadhuis                                              | algemeen                                                                                 |                                    |                                      | plaquette                 | Grote Kerkhof 4, 7411 KT                       | Deventer            | 52° 15' 6" NB, 6° 9' 20" OL   | Plaquette in het stadhuis                                              |
| 3187                            | Monument in het stadhuis                                               | 400 omgebrachte Deventer Joden                                                           |                                    |                                      | overig                    | Grote Kerkhof 4, 7411 KT                       | Deventer            | 52° 15' 6" NB, 6° 9' 20" OL   | Monument in het stadhuis                                               |
| 3188                            | Monument in het metaheerhuis van de Joodse begraafplaats               | omgebrachte Deventer Joden                                                               |                                    |                                      | overig                    | Diepenveenseweg 78-80, 7413 AM                 | Deventer            | 52° 15' 37" NB, 6° 9' 26" OL  | Monument in het metaheerhuis van de Joodse begraafplaats               |
| 3189                            | Het Verstoorde Leven                                                   | vervolgden Nederland                                                                     | Arno Kramer                        |                                      | beeld/sculptuur           | Kapjeswelle, 7411 SJ                           | Deventer            | 52° 15' 19" NB, 6° 8' 55" OL  | Het Verstoorde Leven                                                   |
| 3190                            | Gedenkplaten in het Etty Hillesum Lyceum                               | omgekomen leerlingen en oud-leerlingen                                                   |                                    | 1947 (houten gedenkplaat 1974)       | plaquette                 | Het Vlier 1, 7414 AR                           | Deventer            | 52° 16' 28" NB, 6° 8' 39" OL  | Gedenkplaten in het Etty Hillesum Lyceum                               |
| 3191                            | Monument De Korenbloem                                                 | vervolgden Nederland                                                                     |                                    |                                      | gedenksteen               | Papenstraat 46, 7411 NB                        | Deventer            | 52° 15' 15" NB, 6° 9' 10" OL  |                                                                        |
| 3231                            | Geallieerd erehof                                                      | geallieerde militairen                                                                   |                                    |                                      | begraafplaats/graf        | Roeterdsweg 1, 7431 BW                         | Diepenveen          | 52° 17' 26" NB, 6° 8' 49" OL  | Geallieerd erehof                                                      |
| 3301                            | Twentolmonument                                                        | bij het Twentol-drama omgekomen leden van het verzet in Deventer                         |                                    |                                      | gedenkmuur                | Snipperlingsdijk, 7417                         | Deventer            | 52° 15' 12" NB, 6° 10' 12" OL | Twentolmonument                                                        |
| 3302                            | Nederlands grafmonument                                                | verzet Nederland                                                                         |                                    |                                      | begraafplaats/graf        | Raalterweg, 7415 EJ                            | Deventer            | 52° 16' 6" NB, 6° 10' 35" OL  | Nederlands grafmonument                                                |
|                                 | Grafmonument Verzetslaan                                               | omgekomen leden van het verzet in Deventer                                               | Gemeentelijke diensten             | 4 mei 1965                           | gedenkmuur                | Verzetslaan/Churchillplein, 7411 HX            | Deventer            | 52° 15' 19" NB, 6° 9' 47" OL  | Meer afbeeldingen                                                      |
|                                 | Oorlogsmonument Koninklijke UD                                         | omgekomen leden                                                                          |                                    | 13 oktober 1950                      | gedenksteen met plaquette | David Wijnveldtweg 4, 7425 AC                  | Deventer            | 52° 15' 12" NB, 6° 13' 36" OL | Oorlogsmonument Koninklijke UD                                         |
|                                 | restant Catherine Millerbrug                                           | geallieerden die in 1945 noodspoorbrug bouwden                                           |                                    | 1982                                 | metaal constructie        | Worp, 7419 AB                                  | Deventer            | 52° 15' 10" NB, 6° 8' 33" OL  | restant Catherine Millerbrug                                           |
|                                 | restant Deventer spoorbrug uit 1886 die op 10 mei 1940 werd opgeblazen |                                                                                          |                                    |                                      | metaal constructie        | IJsselkade thv 1, 7412 BK                      | Deventer            | 52° 15' 22" NB, 6° 8' 47" OL  | restant Deventer spoorbrug uit 1886 die op 10 mei 1940 werd opgeblazen |
|                                 | Plaquette aan gevel woonhuis T.G. Gibsonstraat 44                      | 7e Canadese Infanterie Brigade                                                           |                                    | 5 mei 2015                           | plaquette                 | T.G. Gibsonstraat 44, 7411 RS                  | Deventer            | 52° 15' 25" NB, 6° 9' 4" OL   | Plaquette aan gevel woonhuis T.G. Gibsonstraat 44                      |
|                                 | PAK36 Kanon                                                            | 7e Canadese Infanterie Brigade                                                           |                                    | 1946                                 | overig                    | Welle, hoek Zandpoort, 7411 CC                 | Deventer            | 52° 14' 58" NB, 6° 9' 30" OL  | Meer afbeeldingen                                                      |
|                                 | Herdenkingsmonument 1945-1945, Lettele                                 | geallieerde militairen                                                                   |                                    | 1985                                 | overig                    | Oerdijk/Bathmenseweg                           | Lettele             | 52° 16' 35" NB, 6° 16' 19" OL | Meer afbeeldingen                                                      |
|                                 | Stolpersteine                                                          | vervolgden Nederland, Joodse inwoners van Deventer                                       | Gunter Demnig                      |                                      | reliëf                    | Voor voormalige woonhuizen van Joodse bewoners | Deventer en Bathmen |                               | Meer afbeeldingen                                                      |

Almelo ·
Borne ·
Dalfsen ·
Deventer ·
Dinkelland ·
Enschede ·
Haaksbergen ·
Hardenberg ·
Hellendoorn ·
Hengelo ·
Hof van Twente ·
Kampen ·
Losser ·
Oldenzaal ·
Olst-Wijhe ·
Ommen ·
Raalte ·
Rijssen-Holten ·
Staphorst ·
Steenwijkerland ·
Tubbergen ·
Twenterand ·
Wierden ·
Zwartewaterland ·
Zwolle